# わっちも乗ろCar
わっちも乗ろCar（わっちものろカー）は、岐阜県美濃市が岐阜バスに委託して運行していたコミュニティバス。愛称は美濃弁の「わっちものろか」（わたしも乗りましょう）より名づけられた。2013年（平成25年）3月31日に廃止された。　

## ルート

### 洲原線
- 美濃病院 - 松森 - 美濃市役所 - うだつの町並み通り - 美濃市駅 - 梅山駅 - 曽代 - 立花橋 - 立花ふれあいセンター - 洲原郵便局 - 洲原神社 - 上河和神母橋
  - 長良川を北上し、立花地区を経由して、市内北東部の洲原地区まで運行していた。
  - 運行日は月・水・金曜日と第1・3・5日曜日。

### 牧谷御手洗線
- 美濃市駅 - うだつの町並み通り - 美濃市役所 - 松森 - 美濃病院 - 前野下 - 前野 - 下長瀬 - 谷戸橋 - 中神洞 - 蕨生 - 美濃和紙の里公園 - 御手洗五軒屋 - 半道 - 上牧地域センター - 小倉 - 牧谷乙狩 - 面平
  - 前野・長瀬・蕨生（わらび）地区から、市内西部の板取川の南側にある御手洗地区・小倉地区、そして大矢田地区から峠を越えたところにある半道（はみち）地区を経由し、牧谷乙狩、面平まで運行していた。
  - 運行日は月・水・金曜日と第1・3・5日曜日。

### 富野線
- 美濃病院 - 松森 - 美濃市役所 - うだつの町並み通り - 美濃市駅 - 富野 - 樋ヶ洞
  - 運行日は月・水・金曜日と第1・3・5日曜日。

### 牧谷上野線
- 美濃市駅 - うだつの町並み通り - 美濃市役所 - 松森 - 美濃病院 - 前野下 - 前野 - 下長瀬 - 谷戸橋 - 中神洞 - 蕨生 - 蕨生田之洞 - 美濃和紙の里公園 - 牧谷上野 - 牧谷乙狩 - 乙狩神矢洞 - 乙狩板山
  - 前野・長瀬・蕨生（わらび）地区から、美濃市西部の上野地区、乙狩地区まで運行しており、最終的には牧谷乙狩から3km程北上した乙狩板山まで運行していた。
  - 運行日は火・木・土曜日と第2・4日曜日。

### 大矢田・藍見線
- 美濃市駅 - うだつの町並み通り - 美濃市役所 - 松森 - 美濃病院 - 横越中 - 藍見小学校 - 笠神宮前 - 日本トムソン - 大矢田追分 - 大矢田 - 大矢田地域ふれあいセンター - 大矢田追分 - 極楽寺共栄
  - 市内南西部の大矢田地区まで運行していた。
  - 運行日は火・木・土曜日と第2・4日曜日。

### 中有知線
- 美濃市駅 - うだつの町並み通り - 美濃市役所 - 松森 - 美濃病院 - 中有知 - 中生櫛 - 志摩
  - 運行日は火・木・土曜日と第2・4日曜日。

### 牧谷片知線
- 美濃病院 - 松森 - 美濃市役所 - うだつの町並み通り - 美濃市駅 - 梅山駅 - 前野 - 下長瀬 - 谷戸橋 - 片知本郷 - 片知ナベ - 牧谷片知
  - 前野・長瀬地区を経由した後、谷戸橋から片知川沿いを北上して牧谷片知まで運行していた。
  - 途中の前野からは、岐阜バス牧谷線片知系統と殆ど同じ経路を走行していた。
  - 運行日は火・木・土曜日と第2・4日曜日。

## 運賃
- 一律100円

## 車両
三菱ふそう製のエアロミディKK-MJ23HE（専用車）2台が充当されていた。

## 歴史
- 2002年（平成14年）9月～10月 - 試験運行を実施。
- 2003年（平成15年）6月24日 - わっちも乗ろCarの運行開始。
- 2012年（平成24年）10月30日 - この日を以て、 洲原線、牧谷御手洗線、牧谷上野線、牧谷片知線、富野線を廃止。
- 2013年（平成25年）3月31日 - この日を以て、全線廃止。